# Giro di Toscana 2009
Il Giro di Toscana 2009, ottantaduesima edizione della corsa e valida come evento dell'UCI Europe Tour 2009 categoria 1.1, si svolse il 3 maggio 2009 su un percorso totale di 194 km. Fu vinto dall'italiano Alessandro Petacchi che terminò la gara in 4h30'00", alla media di 43,111  km/h.
Al traguardo 59 ciclisti portarono a termine il percorso.

## Ordine d'arrivo (Top 10)
| Pos. | Corridore            | Squadra       | Tempo    |
| ---- | -------------------- | ------------- | -------- |
| 1    | Alessandro Petacchi  | LPR Brakes    | 4h30'00" |
| 2    | Manuel Belletti      | Diquigiovanni | s.t.     |
| 3    | Ruggero Marzoli      | Acqua & Sap.  | s.t.     |
| 4    | Enrico Rossi         | Cer. Flaminia | s.t.     |
| 5    | Francesco Gavazzi    | Lampre-N.G.C. | s.t.     |
| 6    | Miguel Ángel Rubiano | C. Calzatura  | s.t.     |
| 7    | Félix Cárdenas       | Barloworld    | s.t.     |
| 8    | Pasquale Muto        | Miche         | s.t.     |
| 9    | Gabriele Bosisio     | LPR Brakes    | s.t.     |
| 10   | Massimo Giunti       | Miche         | s.t.     |